# Hedysarum flexuosum
Hedysarum flexuosum är en ärtväxtart som beskrevs av Carl von Linné. Hedysarum flexuosum ingår i släktet buskväpplingar, och familjen ärtväxter. IUCN kategoriserar arten globalt som nära hotad. Inga underarter finns listade i Catalogue of Life.